# Leontium

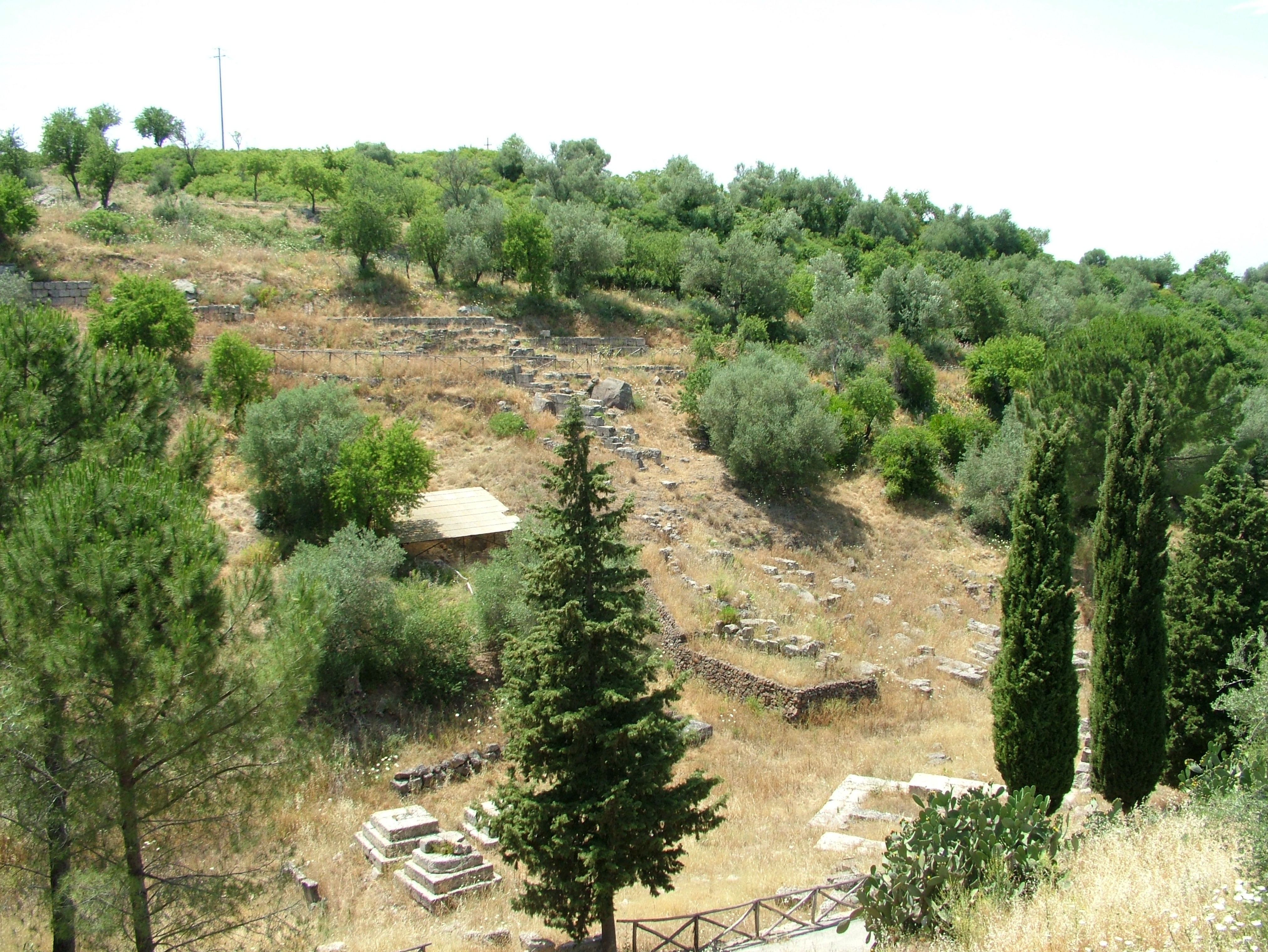
Ruiny dawnego miasta Leontium

Leontium (łac. Leontinus, wł. Diocesi di Lentini) – stolica historycznej diecezji w Italii erygowanej w III wieku (około roku 259), a skasowanej w roku 790. 
Współczesne miasto Lentini w prowincji Syrakuzy we Włoszech. Obecnie katolickie biskupstwo tytularne ustanowione w 1968 przez papieża Pawła VI.

## Biskupi tytularni
| Lp. | Biskup                   | Funkcja                              | Od               | Do              |
| --- | ------------------------ | ------------------------------------ | ---------------- | --------------- |
| 1   | Joseph Crescent McKinney | biskup pomocniczy Grand Rapids (USA) | 24 lipca 1968    | 29 czerwca 2010 |
| 2   | Józef Górzyński          | biskup pomocniczy warszawski         | 4 listopada 2013 | 10 lutego 2015  |
| 3   | Marek Marczak            | biskup pomocniczy łódzki             | 28 lutego 2015   |                 |